# Municipio San Antonio de Lomerío
Das Municipio San Antonio de Lomerío ist ein Verwaltungsbezirk im Departamento Santa Cruz im Tiefland des südamerikanischen Anden-Staates Bolivien.

## Lage im Nahraum
Das Municipio San Antonio de Lomerío ist eines der sechs Municipios der Provinz Ñuflo de Chávez. Es grenzt im Norden und Westen an das Municipio Concepción, im Südwesten an das Municipio Cuatro Cañadas und im Südosten und Osten an die Provinz José Miguel de Velasco.
Das Municipio liegt sich zwischen etwa 16°30' und 17°03' südlicher Breite und 61°38' und 62°14' westlicher Länge, seine Ausdehnung in Nord-Süd-Richtung und in Ost-West-Richtung beträgt jeweils bis zu 50 Kilometer.
Der zentrale Ort des Municipios ist die Ortschaft San Antonio de Lomerío mit 1677 Einwohnern (Volkszählung 2012) im östlichen Teil des Municipios.

## Geographie
Das Municipio San Antonio de Lomerío liegt im bolivianischen Tiefland in der Region Chiquitania, einem Kolonisationsgebiet zwischen Santa Cruz und der brasilianischen Grenze.
Das Klima der Region ist ein semi-humides Klima der warmen Subtropen. Die monatlichen Durchschnittstemperaturen schwanken im Jahresverlauf nur geringfügig zwischen 21 und 22 °C (siehe Klimadiagramm San Ramón) in den Wintermonaten Juni und Juli mit kräftigen kalten Südwinden, und 26 bis 27 °C von Oktober bis März.
Die jährliche Niederschlagsmenge liegt im langjährigen Mittel bei etwa 1000 mm, die vor allem in der Feuchtezeit von November bis März fällt, während die ariden Monate von Juli bis September Monatswerte zwischen 25 und 50 mm aufweisen.

## Bevölkerung
Die Einwohnerzahl des Municipios ist zwischen 1992 und 2001 um knapp die Hälfte angestiegen, stagnierte dann bis 2024 jedoch:
| Jahr | Einwohner | Quelle       |
| ---- | --------- | ------------ |
| 1992 | 4567      | Volkszählung |
| 2001 | 6243      | Volkszählung |
| 2012 | 6481      | Volkszählung |
| 2024 | 6346      | Volkszählung |

Die Bevölkerungsdichte des Municipios bei der Volkszählung 2024 betrug 1,9 Einwohner/km².
Die Säuglingssterblichkeit war von 6,8 Prozent (1992) auf 6,3 Prozent im Jahr 2001 zurückgegangen, der Alphabetisierungsgrad bei den über 6-Jährigen von 68,8 Prozent (1992) auf 80,8 Prozent angestiegen.
96,7 Prozent der Bevölkerung sprechen Spanisch, 0,9 Prozent sprechen Quechua, 0,2 Prozent Guaraní, 0,1 Prozent Aymara und 45,5 Prozent andere indigene Sprachen.
84,3 Prozent der Bevölkerung haben keinen Zugang zu Elektrizität, 40,5 Prozent leben ohne sanitäre Einrichtung. (2001)
50,9 Prozent der 954 Haushalte besitzen ein Radio, 10,1 Prozent einen Fernseher, 24,6 Prozent ein Fahrrad, 5,5 Prozent ein Motorrad, 4,6 Prozent ein Auto, 3,9 Prozent einen Kühlschrank, und 1,6 Prozent ein Telefon. (2001)

## Politik
Ergebnis der Regionalwahlen (concejales del municipio) vom 4. April 2010:
| Wahl- berechtigte |  | Wahl- beteiligung | gültige Stimmen |  | MAS-IPSP | IDL    | MIL    | TODOS |
| ----------------- |  | ----------------- | --------------- |  | -------- | ------ | ------ | ----- |
| 2.550             |  | 2.387             | 2.225           |  | 914      | 671    | 636    | 4     |
|                   |  | 93,6 %            | 93,2 %          |  | 41,1 %   | 30,2 % | 28,6 % | 0,2 % |

Ergebnis der Regionalwahlen (elecciones de autoridades políticas) vom 7. März 2021:
| Wahl- berechtigte |  | Wahl- beteiligung | gültige Stimmen |  | MAS-IPSP | CREEMOS | ASIP   | MNR    | SOL    | UNIDOS |
| ----------------- |  | ----------------- | --------------- |  | -------- | ------- | ------ | ------ | ------ | ------ |
| 3.560             |  | 3.214             | 3.069           |  | 1.468    | 1.399   | 142    | 24     | 19     | 17     |
|                   |  | 90,28 %           | 95,49 %         |  | 47,83 %  | 45,58 % | 4,63 % | 0,78 % | 0,62 % | 0,55 % |

## Gliederung
Das Municipio San Antonio de Lomerío ist nicht weiter in Kantone (cantones) aufgeteilt.

## Ortschaften im Municipio
- San Antonio de Lomerío 1.677 Einw. - Salinas de Lomerío 405 Einw.